# Ключ от всех дверей
«Ключ от всех двере́й» (англ. The Skeleton Key) — американский южноготический фильм ужасов о сверхъестественном режиссёра Иэна Софтли по сценарию Эрена Крюгера. В США фильм вышел в прокат 12 августа 2005 года.

## Сюжет
25-летняя Кэролайн устраивается на работу сиделкой, чтобы ухаживать за парализованным и немым стариком Беном, пережившим инсульт, которому осталось жить меньше месяца. Его супруга Вайолет вручает ей ключ, отмыкающий все двери в тридцатикомнатном доме. Вскоре Кэролайн обнаруживает, что одну комнату на чердаке ключ открыть не может.
Вайолет рассказывает об истории этого дома — девяносто лет назад он принадлежал семье банкира. В комнате на чердаке жила супружеская пара чернокожих слуг по имени Папа Джастифай и Мама Сесиль, которые практиковали магию худу. Однажды банкир устраивает банкет по случаю юбилея банка, и во время торжества гости обнаруживают на чердаке детей банкира вместе с Папой Джастифаем и Мамой Сесиль за проведением некоего ритуала. Возмущённые гости посчитали нужным линчевать колдунов. После этих событий банкир с женой погибли при загадочных обстоятельствах (что было истолковано как предсмертное проклятие убитых слуг). Дети банкира, брат с сестрой, остались жить в доме. В 1960-х годах они продали дом супругам Бену и Вайолет Деверо.
Позже Кэролайн узнаёт, что перед смертью Папа Джастифай работал над заклинанием, которое, продлевая жизнь одному человеку, сокращает жизнь другого. Она начинает верить в действие магии худу, особенность которой в том, что не верящий в колдовство — неуязвим для него.
Кэролайн замечает, что парализованный Бен стремится всеми силами вырваться из дома — царапает на простыне просьбы о помощи, пытается уползти (что, впрочем, пресекается его женой). Кэролайн приходит к выводу, что Вайолет использовала заклинание против Бена, чтобы продлить свою жизнь за счёт жизни мужа. Кэролайн ищет поддержки у молодого юриста Люка, который занимается завещанием пожилой четы.
Цепь событий приводит к тому, что Кэролайн, спасаясь на чердаке в ритуальной комнате от Вайолет и Люка (который оказывается её сообщником), очерчивает вокруг себя защитный магический круг. Но Вайолет сообщает ей, что именно этого они и ждали — когда Кэролайн сама поверит в худу, чтобы колдовство смогло подействовать на неё. Кроме того, по словам Вайолет, этот круг — вовсе не защитный, а является необходимой частью ритуала. После чего Вайолет приступает к ритуалу: прочитав заклинание, она толкает на Кэролайн зеркало, в котором отражается Мама Сесиль. Когда участники ритуала приходят в себя, выясняется его истинная суть, а именно — обмен телами.

Кэролайн чертит вокруг себя магический круг

Оказывается, всё это время в теле пожилой женщины обитала душа Мамы Сесиль, а в теле молодого юриста Люка — душа Папы Джастифая. Парализованных и лишённых дара речи Вайолет (в теле которой теперь заточена душа Кэролайн) и Бена (в теле которого на протяжении фильма томилась душа настоящего Люка) увозят умирать в больницу. По «их» завещанию дом переходит к Кэролайн (тело которой захватила душа Мамы Сесиль).
Из концовки становится ясным, что Папа Джастифай успел применить на практике своё заклинание, и в тот трагический день они с Мамой Сесиль поменялись телами с детьми банкира. Фактически банкир линчевал собственных детей. Затем в 1960-х годах по мере старения тел колдуны переселились в молодые тела Бена и Вайолет, а ныне — в тела Люка и Кэролайн. Таким образом, супруги-колдуны проживают в доме с 1920-х годов.

## В ролях
| Актёр            | Роль                                |
| ---------------- | ----------------------------------- |
| Кейт Хадсон      | Кэролайн Эллис сиделка              |
| Джина Роулендс   | Вайолет Деверо                      |
| Питер Сарсгаард  | Люк Маршалл юрист                   |
| Джон Хёрт        | Бен Деверо больной старик           |
| Джой Брайант     | Джилл подруга Кэролайн              |
| Максин Барнетт   | Мама Синтия продавщица товаров худу |
| Мэрион Цинсер    | слепая пожилая женщина              |
| Денин Тайлер     | медсестра больницы                  |
| Рональд Макколл  | Папа Джастифай                      |
| Джерил Прескотт  | Мама Сесиль                         |
| Томас Аскали     | Робертсон Торп банкир               |
| Исаак де Банколе | владелец заправки                   |
| Форрест Лэндис   | Мартин Торп                         |
| Джеми Ли Редмон  | Грейс Торп                          |
| Джен Эпгар       | Мадлен Торп                         |

## Критика
На агрегаторе рецензий Rotten Tomatoes рейтинг фильма составляет 37 % со средней оценкой 5,3 из 10. Консенсус критиков гласит: «Благодаря своему устаревшему и шаблонному сценарию, „Ключ от всех дверей“ больше мумбо-юмбо, чем худу, и скорее скучный, чем страшный».
Большинство отзывов были неоднозначными. В рецензии Роджера Эберта говорится: «Есть кинозрители, которым нравятся подобные фильмы независимо от того, как они заканчиваются. Суть в путешествии, а не в пункте назначения, хотя концовка действительно блестящая». Питер Брэдшоу из The Guardian поставил фильму 3 звезды из 5, отметив: «Третий акт сценариста Эрена Крюгера вызывает в воображении легкую дрожь». Карина Чокано из Los Angeles Times похвалила фильм, назвав его «плотно спланированным и достаточно напряжённым, чтобы заставить вас гадать до удовлетворительного, неожиданного конца, ради которого стоит отложить недоверие».